# Михайлівка (Лебединська міська громада)
Миха́йлівка — село в Україні, у Лебединській міській громаді Сумського району Сумської області. Населення становить 1188 осіб. До 2020 орган місцевого самоврядування — Михайлівська сільська рада.

## Географія

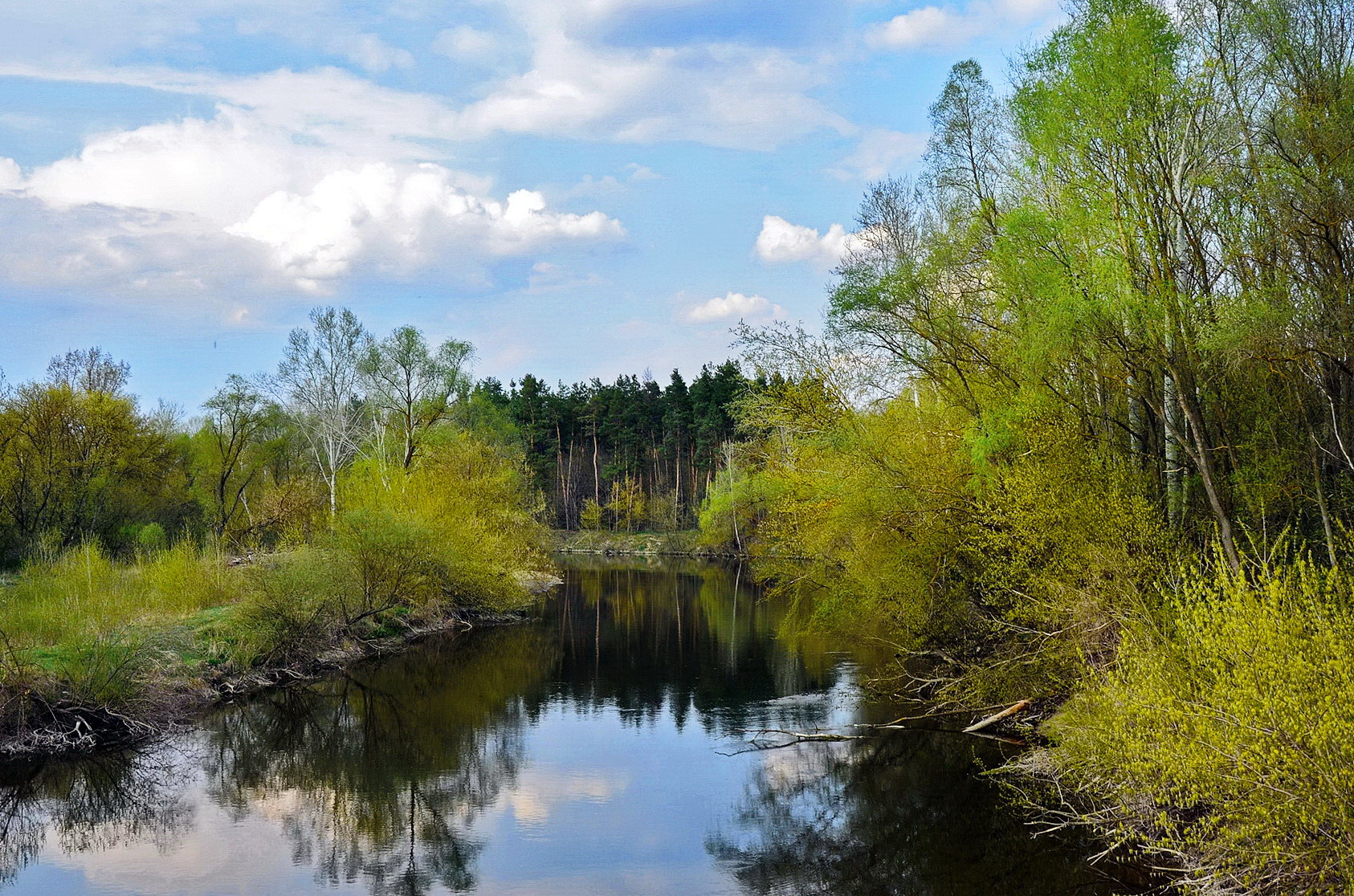
Річка Псел біля села Михайлівка

Село Михайлівка знаходиться на правому березі річки Псел, вище за течією на відстані 1,5 км розташоване село Межиріч, нижче за течією на відстані 3,5 км розташоване село Курган, на протилежному березі — село Кулики. Річка в цьому місці звивиста, утворює лимани, стариці і заболочені озера. Через село проходить автомобільна дорога Т 1906.

## Історія
Село засноване 1675 року.
За даними на 1864 рік у власницькій слободі Лебединського повіту Харківської губернії, мешкало 3018 осіб (1489 чоловічої статі та 1529 — жіночої), налічувалось 258 дворових господарств, існувала православна церква, відбувалось 3 ярмарки на рік.
Станом на 1914 рік село було центром окремої, Михайлівської волості, кількість мешканців зросла до 3517 осіб.
У серпні 1932 року, коли стало очевидно, що план хлібозаготівель виконати буде неможливо, голова колгоспу, член партії та колишній партизан Чуєнко, зачитавши план, оголосив, що не має жодного наміру віддавати зерно без згоди на те колгоспників. Тієї ж ночі його було заарештовано працівниками ОДПУ та ув'язнено разом з головою сільради. Наступного дня відбувся так званий «бабський бунт», що вимагав їхнього звільнення, зменшення податків, виплати за виконану в колгоспі роботу та зменшення плану хлібозаготівель. 67 осіб було засуджено, а деяких, зокрема Чуєнка, страчено.
В останні роки стали доступними й архівні матеріали тих трагічних часів. Із протоколу № 46 розширеного засідання президії Михайлівської сільради Лебединського району від 30 грудня 1932 року:
|  | Присутніх 108 чоловік. Головує Сивоконь А. П.. Секретар Гніденко П. К. 1. Слухали: Про стан хлібозаготівлі в одноосібному секторі. Доповідь т. Сивоконь. Ухвалили: Утвердити буксирну бригаду на чолі з бригадиром тов. Сивоконь В. П., якій завтра 31.XII цілком виконать план хлібозаготівлі по одноосібному сектору та куркульській верхівці села. У злісних нездавців хліба державі по твердим завданням відібрати всю землю з садибами і передати в колгоспи: Медвідь Іван Гнатович, Харченко Лука Семенович, Авраменко Іван Костевич, Кихтенко Михайло Степанович, Бабич Марія Григорівна, Карпенко Павло Юхимович, Сивоконь Яків Панасович. Прохати РВК затвердити постанову. Голова сільради. Підпис. |

Загалом під час організованого радянською владою Голодомору 1932—1933 років померло щонайменше 349 жителів села.
12 червня 2020 року, відповідно до Розпорядження Кабінету Міністрів України № 723-р «Про визначення адміністративних центрів та затвердження територій територіальних громад Сумської області» увійшло до складу Лебединської міської громади.
19 липня 2020 року, після ліквідації Лебединського району, село увійшло до Сумського району

## Пам'ятки
- Пам'ятник Мазепинцям Лицарям Незалежності України
- Петрівські дуби
- Відслонення пісків Полтавського ярусу.
- Криниця графа Капніста — гідрологічна пам'ятка природи місцевого значення.
- Приготування борщу на Лебединщині - елемент нематеріальної культурної спадщини Сумської області[8]

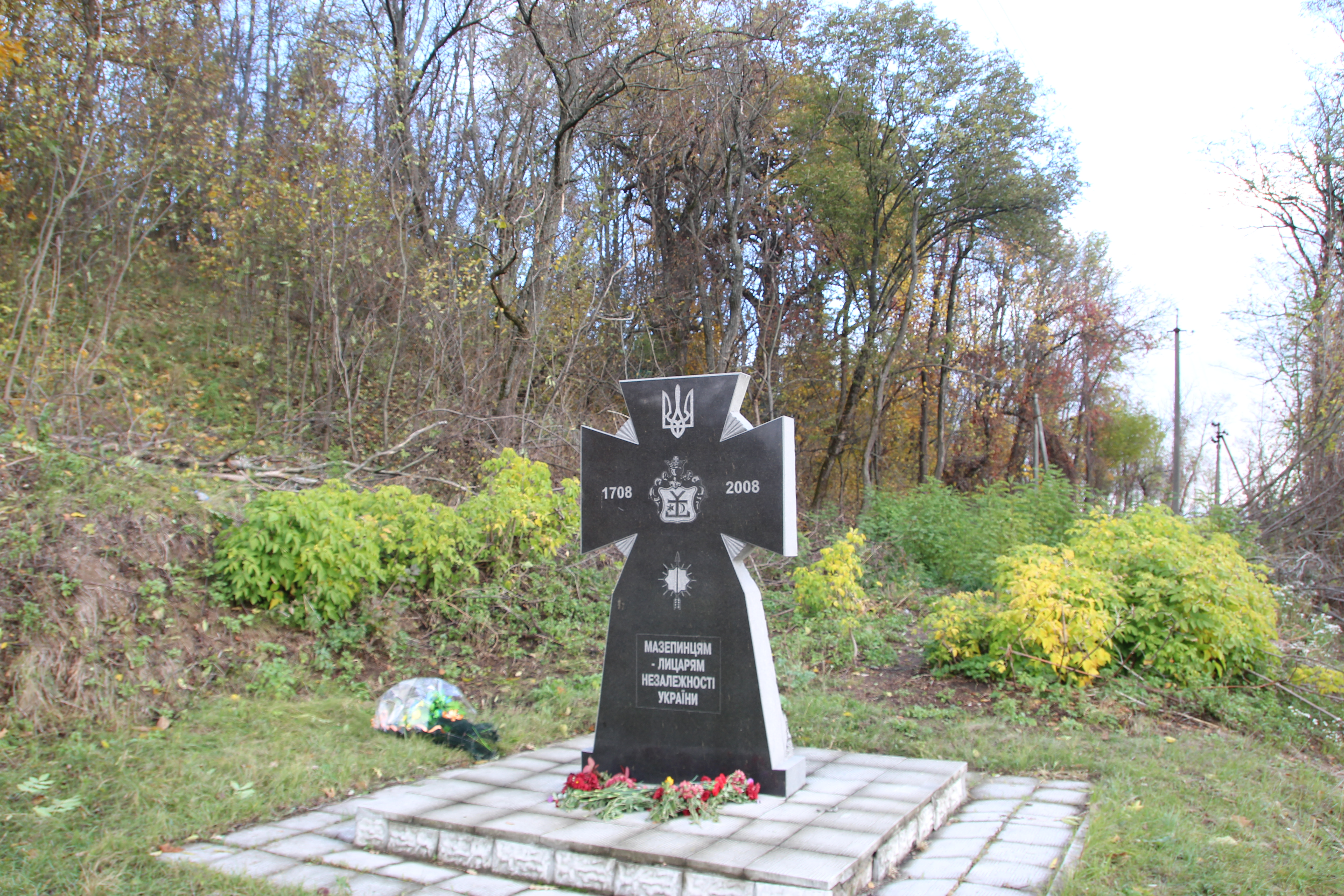
Пам'ятник Мазепинцям Лицарям Незалежності України
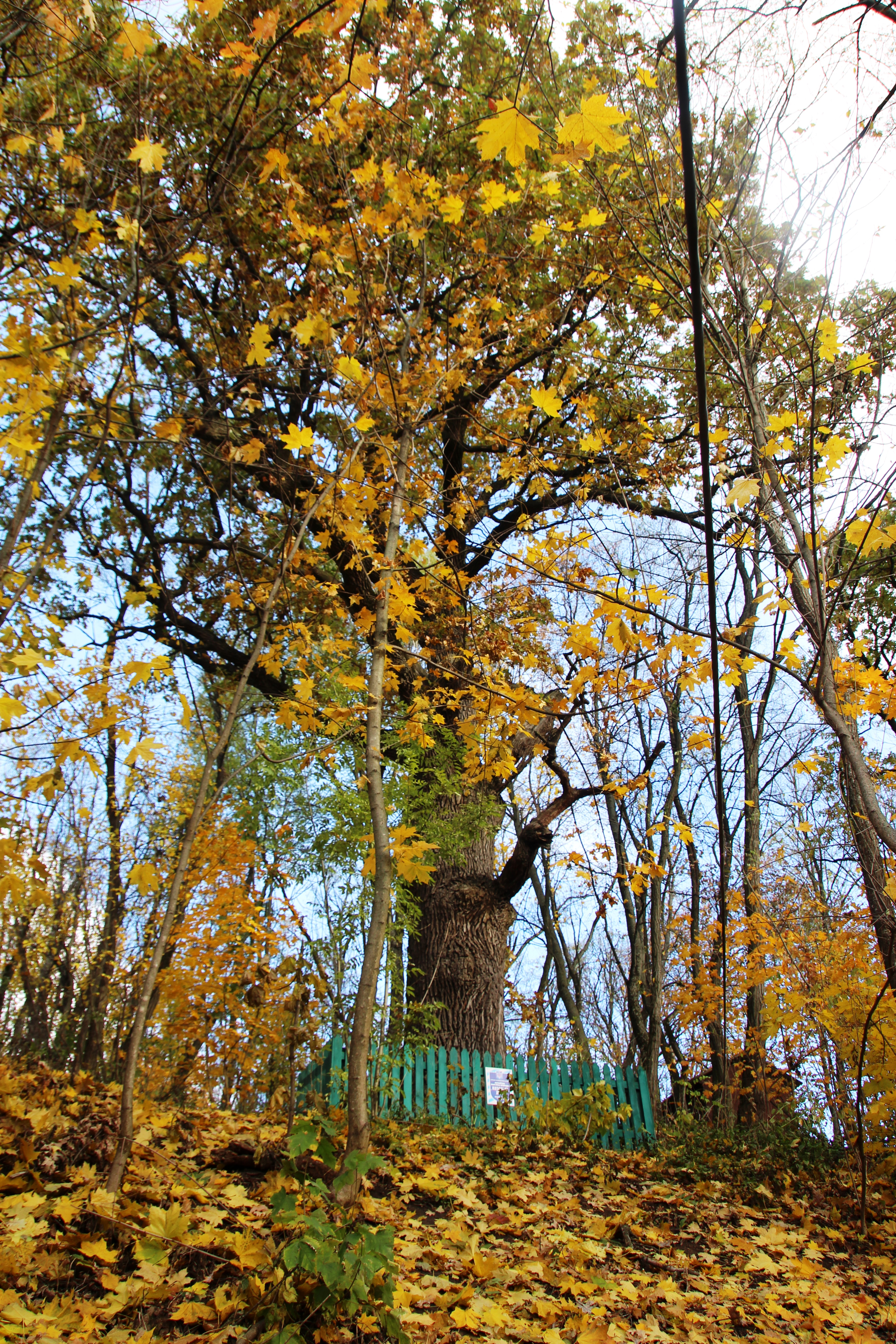
Козацькі дуби
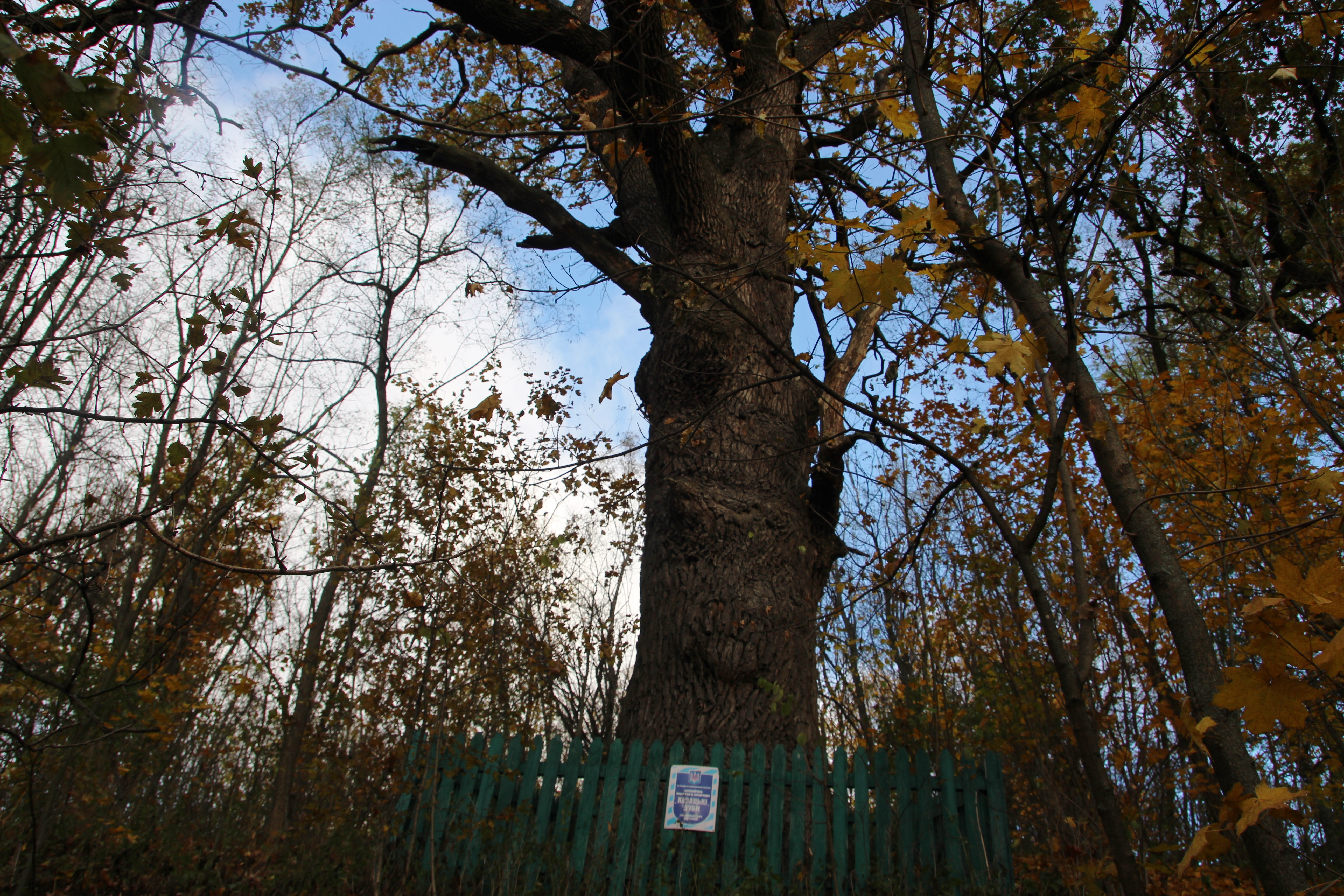
Козацькі дуби на пагорбі
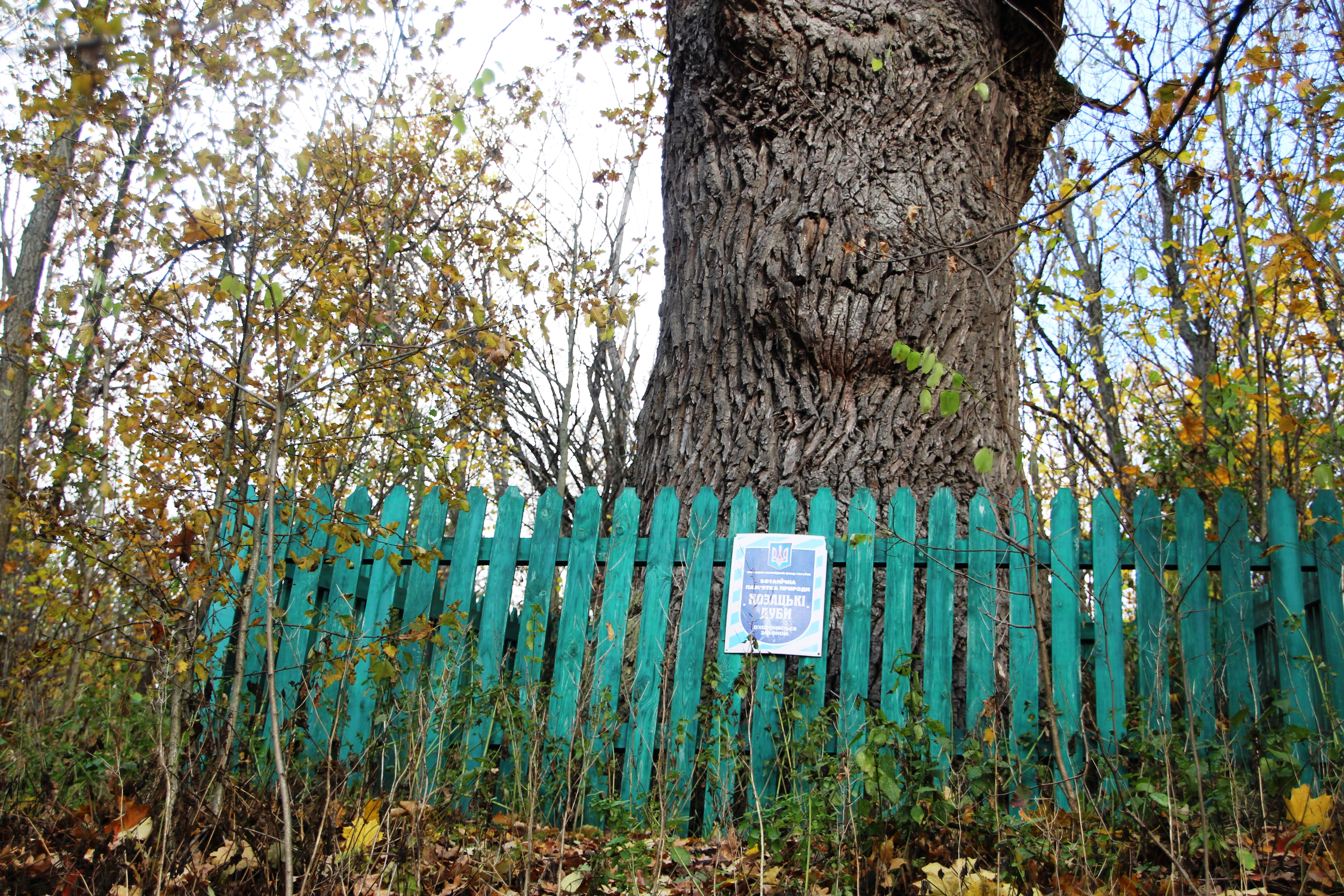
Козацькі дуби (фрагмент)

## Відомі люди
- Бойко Владислав Федорович — український поет. Заслужений журналіст України.
- Трихліб Олександр Іванович (1965—1984) — радянський військовослужбовець, учасник афганської війни.